# 大滝亀代司

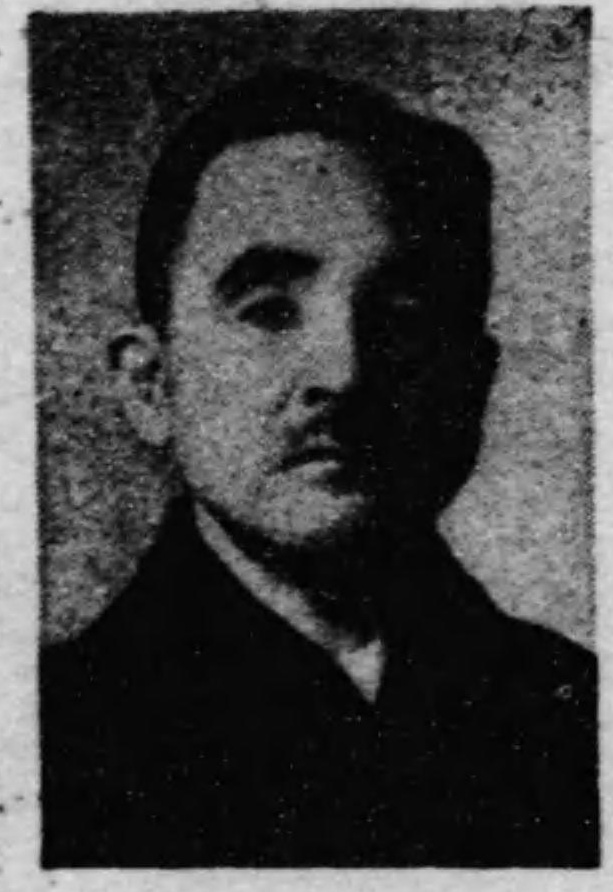
大滝亀代司

大滝 亀代司（大瀧、おおたき きよし、1898年（明治31年）10月25日 - 1977年（昭和52年）8月31日）は、大正から昭和期の弁護士、政治家。衆議院議員（1期）、白鷹町名誉町民。

## 経歴
山形県西置賜郡蚕桑村大字山口（現白鷹町大字山口）で大滝利久馬の二男として生まれる。苦学して日本大学法学部を卒業。1923年（大正12年）弁護士試験に合格した。
東京で弁護士を開業。全日本弁護士会理事、第一東京弁護士会常議員となる。また、大興社取締役社長を務めた。
1946年（昭和21年）4月の第22回衆議院議員総選挙に山形県全県区から日本自由党公認で出馬して次点で落選。1947年（昭和22年）4月の第23回総選挙に山形県第1区から出馬して当選し、衆議院議員に1期在任した。この間、日本自由党政調会予算副委員長などを務めた。炭鉱国管疑獄では、1948年（昭和23年）衆議院不当財産取引調査特別委員会に証人喚問されている。その後、第24回、第25回、第27回、第28回総選挙に立候補したがいずれも落選した。
1977年（昭和52年）8月31日死去、78歳。死没日をもって勲四等瑞宝章追贈、従五位に叙される。

## 逸話
- 白鷹町に青少年育成のため町立図書館設立基金として多額の寄付を行った[4]。
- 1948年、寿産院事件の刑事裁判において、犯人の一人が1944年に大阪地方裁判所で詐欺罪により実刑判決を受けた後、収監を引き延ばすための運動費として、大滝に35,000円を払っていた事が露呈した[9][10][11]。これにより、日本弁護士連合会は弁護士の名刺に、現職以外の官歴（「元大審院判事」など）の表示を禁止した[12]。その後、1949年8月29日付で大滝の弁護士名簿からの取消請求と、同名簿への登録請求が同時に行われている[13]。また、大滝への懲戒処分の是非を巡って、第一東京弁護士会は複数の会派（派閥）へと分裂に至った[14]。
- 参院大阪選挙区での補欠選挙に於ける創価学会会員が関わったという選挙違反（大阪事件）では、旧知の関係だった戸田城聖の縁で池田大作・小泉隆など学会関係者の弁護を担当している。